# Arnaud Malherbe
Arnaud Malherbe (* 20. November 1972) ist ein ehemaliger südafrikanischer Sprinter.
Im 400-Meter-Lauf nahm er zwischen 1995 und 2000 an drei Leichtathletik-Weltmeisterschaften und zwei Olympischen Spielen teil. Außer bei den Olympischen Spielen 2000 in Sydney, wo er bereits in der Vorrunde ausschied, erreichte er stets die Viertelfinalrunde. Darüber hinaus wurde er von 1996 bis 1999 viermal in Folge südafrikanischer Meister über diese Distanz.
Malherbes größter internationaler Erfolg war der Gewinn der Bronzemedaille in der 4-mal-400-Meter-Staffel bei den Leichtathletik-Weltmeisterschaften 1999 in Sevilla. Die südafrikanische Mannschaft hatte in der Aufstellung Jopie van Oudtshoorn, Hendrick Mokganyetsi, Adriaan Botha und Arnaud Malherbe das Ziel in Landesrekordzeit von 3:00,20 min zwar nur als vierte erreicht. Die ursprünglich siegreiche US-amerikanische Staffel wurde jedoch nachträglich wegen eines Dopingvergehens ihres Läufers Antonio Pettigrew disqualifiziert, so dass das südafrikanische Quartett in der Wertung um einen Rang aufrückte.
Arnaud Malherbe ist 1,87 m groß und hatte ein Wettkampfgewicht von 69 kg.

## Bestleistungen
- 400 m: 44,59 s, 19. März 1999, Roodepoort